# Wes Morgan
Westley Nathan "Wes" Morgan (sinh 21 tháng 1 năm 1984) là một cựu cầu thủ bóng đá chuyên nghiệp đã có hơn 750 lần ra sân chuyên nghiệp với tư cách là hậu vệ cho Nottingham Forest, Leicester City và đội tuyển quốc gia Jamaica, cũng như một thời gian ngắn cho mượn tại Kidderminster Harriers.
Morgan đã dành 10 năm đầu tiên của sự nghiệp cho câu lạc bộ thời niên thiếu của mình, Nottingham Forest, chơi 402 trận và ghi được 14 bàn thắng. Anh ấy là cầu thủ phục vụ lâu nhất của họ khi chuyển đến Leicester City vào tháng 1 năm 2012.
Morgan trở thành đội trưởng của Leicester vào cuối năm đó và là đội trưởng của câu lạc bộ trong 9 năm cho đến khi giải nghệ vào năm 2021. Anh đã dẫn dắt câu lạc bộ trong giai đoạn thành công nhất từ trước đến nay, đưa họ đến danh hiệu EFL Championship vào năm 2014, danh hiệu Premier League đầu tiên của họ hai năm sau đó vào năm 2016 và chức vô địch FA Cup đầu tiên của họ vào năm 2021, trong đó anh xuất hiện lần cuối cùng trong một trận đấu chuyên nghiệp với tư cách là cầu thủ dự bị trong trận Chung kết FA Cup 2021.
Sinh ra và lớn lên ở Anh, Morgan đã chọn đại diện cho Jamaica ở cấp độ quốc tế, ra mắt lần đầu tiên cho họ vào năm 2013 và là một phần của đội của họ đã thi đấu ở hai kỳ Copa América và về nhì tại CONCACAF Gold Cup 2015. Anh cũng là cầu thủ Jamaica đầu tiên ghi bàn trong một trận đấu tại UEFA Champions League.

## Thống kê sự nghiệp

### Câu lạc bộ
| Mùa giải                      | Câu lạc bộ          | Giải đấu            | League | League | FA Cup | FA Cup | League Cup | League Cup | Khác | Khác | Tổng cộng | Tổng cộng |
| Mùa giải                      | Câu lạc bộ          | Giải đấu            | Trận   | Bàn    | Trận   | Bàn    | Trận       | Bàn        | Trận | Bàn  | Trận      | Bàn       |
| ----------------------------- | ------------------- | ------------------- | ------ | ------ | ------ | ------ | ---------- | ---------- | ---- | ---- | --------- | --------- |
| Nottingham Forest             | 2002–03             | First Division      | 0      | 0      | 0      | 0      | 0          | 0          | 0    | 0    | 0         | 0         |
| Nottingham Forest             | 2003–04             | First Division      | 32     | 2      | 1      | 0      | 3          | 0          | —    | —    | 36        | 2         |
| Nottingham Forest             | 2004–05             | Championship        | 43     | 1      | 4      | 0      | 4          | 0          | —    | —    | 51        | 1         |
| Nottingham Forest             | 2005–06             | League One          | 43     | 2      | 3      | 0      | 1          | 0          | 0    | 0    | 47        | 2         |
| Nottingham Forest             | 2006–07             | League One          | 38     | 0      | 5      | 0      | 1          | 0          | 5    | 1    | 49        | 1         |
| Nottingham Forest             | 2007–08             | League One          | 42     | 1      | 1      | 0      | 2          | 0          | 1    | 0    | 46        | 1         |
| Nottingham Forest             | 2008–09             | Championship        | 42     | 1      | 2      | 0      | 2          | 0          | —    | —    | 46        | 1         |
| Nottingham Forest             | 2009–10             | Championship        | 44     | 3      | 2      | 0      | 3          | 0          | 2    | 0    | 51        | 3         |
| Nottingham Forest             | 2010–11             | Championship        | 46     | 1      | 2      | 0      | 1          | 0          | 2    | 0    | 51        | 1         |
| Nottingham Forest             | 2011–12             | Championship        | 22     | 1      | 0      | 0      | 3          | 1          | —    | —    | 25        | 2         |
| Nottingham Forest             | Tổng cộng           | Tổng cộng           | 352    | 12     | 20     | 0      | 20         | 1          | 10   | 1    | 402       | 14        |
| Kidderminster Harriers (mượn) | 2002–03             | Third Division      | 5      | 1      | —      | —      | —          | —          | —    | —    | 5         | 1         |
| Leicester City                | 2011–12             | Championship        | 17     | 0      | 2      | 0      | —          | —          | —    | —    | 19        | 0         |
| Leicester City                | 2012–13             | Championship        | 45     | 1      | 3      | 0      | 1          | 0          | 2    | 0    | 51        | 1         |
| Leicester City                | 2013–14             | Championship        | 45     | 2      | 0      | 0      | 3          | 1          | —    | —    | 48        | 3         |
| Leicester City                | 2014–15             | Premier League      | 37     | 2      | 3      | 0      | 0          | 0          | —    | —    | 40        | 2         |
| Leicester City                | 2015–16             | Premier League      | 38     | 2      | 0      | 0      | 0          | 0          | —    | —    | 38        | 2         |
| Leicester City                | 2016–17             | Premier League      | 27     | 1      | 2      | 1      | 1          | 0          | 10   | 1    | 40        | 3         |
| Leicester City                | 2017–18             | Premier League      | 32     | 0      | 2      | 0      | 1          | 0          | —    | —    | 35        | 0         |
| Leicester City                | 2018–19             | Premier League      | 22     | 3      | 1      | 0      | 2          | 0          | —    | —    | 25        | 3         |
| Leicester City                | 2019–20             | Premier League      | 11     | 0      | 2      | 0      | 4          | 0          | —    | —    | 17        | 0         |
| Leicester City                | 2020–21             | Premier League      | 3      | 0      | 1      | 0      | 1          | 0          | 5    | 0    | 10        | 0         |
| Leicester City                | Tổng cộng           | Tổng cộng           | 277    | 11     | 16     | 1      | 13         | 1          | 17   | 1    | 323       | 14        |
| Tổng cộng sự nghiệp           | Tổng cộng sự nghiệp | Tổng cộng sự nghiệp | 634    | 24     | 36     | 1      | 33         | 2          | 27   | 1    | 730       | 29        |

### Quốc tế
| Đội tuyển quốc gia | Năm       | Trận | Bàn |
| ------------------ | --------- | ---- | --- |
| Jamaica            | 2013      | 4    | 0   |
| Jamaica            | 2014      | 6    | 0   |
| Jamaica            | 2015      | 13   | 0   |
| Jamaica            | 2016      | 7    | 0   |
| Tổng cộng          | Tổng cộng | 30   | 0   |

## Danh hiệu
Nottingham Forest
- Football League One á quân: 2007–08[26]

Leicester City
- Football League Championship: 2013–14[27]
- Premier League: 2015–16[28]
- FA Cup: 2020–21[29]

Đội tuyển Jamaica
- CONCACAF Gold Cup á quân: 2015[30]